# ألان هاي
ألان هاي (بالإنجليزية: Alan Hay)‏ (28 نوفمبر 1958 بدنفيرملين في المملكة المتحدة - ) هو لاعب كرة قدم بريطاني في مركز الدفاع. لعب مع بولتون واندررز ونادي بريستول سيتي ونادي ترانمير روفرز لكرة القدم ونادي توركي يونايتد ونادي دندي ونادي سندرلاند ونادي يورك سيتي.

## وصلات خارجية
- ألان هاي على موقع قاعدة بيانات كرة القدم.إي يو (الإنجليزية)